# توگی
توگی، نوعی پختنی در شهرهای جنوبی خراسان به‌ویژه در دامنه‌های رشته کوه سیاه کوه گناباد است که اغلب در فصل زمستان به عنوان صبحانه تهیه می‌شود. این پختنی از جوشاندن ارزن یا گاورس آرد شده و پوست کنده به‌دست می‌آید. اهالی جنوب خراسان در کنار کاشت گندم و جو، ارزن نیز می‌کاشته‌اند. ارزن نسبت به سایر غلات آفات کمتری دارد و نسبت به گندم نیاز به آب کمتری جهت آبیاری دارد. توگی در گذشته و به هنگام بروز قحطی باعث نجات جان افراد زیادی شده‌است.
در فردوس با اضافه کردن شلغم به توگی، تا اندازه‌ای سرماخوردگی‌های فصل‌های سرد سال را هم درمان می‌کنند.
توگی دو نوع بوده‌است:

1. توگی شیری که از پختن ارزن و گاورس در داخل شیر به‌دست می‌آید.
2. نوگی گوشت که با آب است به‌علاوه جزغاله و قلیه و گوشت تهیه می‌شود.
3. توگی سرداغی در این توگی معمولا، گوشت چرخ‌کرده، ارزن، عدس، کشک، پیازداغ، نعنا داغ، زردچوبه و نمک و فلفل استفاده می شود.

## روش درست کردن توگی
طرز تهیه توگی با شیر:
1. ارزن پوست گرفته
2. شیر تازه گاو یا گوسفند
3. نمک

طرز پخت:
ابتدا ارزن را با مقداری آب (هم حجم ارزن) می‌جوشانند تا آب جذب ارزن شود سپس تقریباً سه برابر حجم آب، شیر به آن اضافه می‌کنند و جوشاندن را آنقدر ادامه می‌دهند تا شیر کاملاً جذب شود و غذا قوام پیدا کند.